# 1123
Rok 1123 (MCXXIII) byl nepřestupný rok, který podle juliánského kalendáře započal v pondělí. 
Podle židovského kalendáře došlo k přelomu let 4883 a 4884. Podle islámského kalendáře započal dne 8. března rok 817. 

## Události

### Leden–Březen
- 29. ledna – Brémský arcibiskup Frederik I. po 11 letech vlády zemřel. Ve funkci ho nahradil Adalbert II.
- 25. února – Japonský císař Toba abdikoval po 16 letech vlády ve prospěch svého tříletého syna Sutokua. Jeho regentem se stal císař na odpočinku Širakawa.
- 18. března – V Římě začal První lateránský koncil. Zde byl potvrzen Wormský konkordát.
- 25. března – V Londýně byla založena nemocnice sv. Bartoloměje, která je nejstarší londýnskou nemocnicí, jež funguje stále na stejném místě.

### Duben–Červen
- 18. duben – Král Balduin II. Jeruzalémský byl zajat tureckými jednotkami pod vedením Beleka Ghaziho při přípravě na cvičení sokolnictví poblíž Gargaru na Eufratu. Většina křižácké armády byla zmasakrována a Balduin byl odvezen do hradu v Harputu. Benátčani byli požádáni o pomoc. Dóže Domenico Michiel zrušil obléhání Korfu a vzal svou flotilu do Akko, do přístavu dorazil na konci května.
- 9. května – Požár ve městě Lincolnshire téměř zničil celé město; byl připomínán o 600 let později historikem Paulem de Rapinem.
- 29. května – Bitva u Javne: Křižácká armáda vedená Eustacem Grenierem porazila fátimské síly (16 000 mužů) poblíž Ibelinu. Navzdory početní převaze byl vezír Al-Ma'mun al-Bata'ihi nucen stáhnout se do Egypta, zatímco jeho tábor vyplenili křižáci. Eustace se triumfálně vrátil do Jeruzaléma, ale později 15. června zemřel.
- 30. května – Benátská flotila dorazila do Aškelonu a pustila se do útoku na flotilu Fátimovců. Egypťané padli do pasti, chyceni mezi dvě benátské eskadry. Byli zabiti nebo zajati. Během plavby zpět do Akka Benátčané zajali obchodní flotilu deseti bohatě naložených plavidel.
- Květen – Balduin II. a Joscelin I. byli zachráněni 50 arménskými vojáky (převlečenými za mnichy a obchodníky) v Harputu. Zabili stráže a pronikli do hradu, kde byli vězni. Joscelin utekl hledat pomoc. Hrad byl však brzy obléhán tureckými silami pod velením Beleka Ghaziho – a po nějaké době znovu dobyt. Balduin a Waleran z Le Puiset byli přesunuti pro větší bezpečnost do hradu Harran.
- Červen – Gruzínský král David IV., jehož poddaní přezdívali „Davit IV Aghmashenebeli“ („David Stavitel“), porazil sultána Mahmuda II. ze Seldžucké říše (zahrnující velkou část území dnešního Iráku a Íránu).

### Červenec–Říjen
- 22. července – William de Corbeil byl jmenován novým arcibiskupem z Canterbury.
- 9. srpna – Bitva u Al-Dimas: Italsko-normanská výprava do Severní Afriky skončila masakrem jednotek armádou Zirídovců u města Mahdia (dnešní Tunisko).
- 29. srpna – Norský král Øystein Magnusson zemřel na oslavách v Hustadu po 20 letech vlády. Novým norským vládcem se stal jeho bratr Sigurd I. Jorsalfar.
- 27. září – Princ Wuqimai z dynastie Wanyan se stal novým čínským císařem po smrti svého bratra Taizy (19. září), zakladatele dynastie Ťin.

### Říjen–Prosinec
- 7. října – Papež Kalixt II. vydal papežskou bulu Aequitatis et justitiae, umisťující římskokatolickou diecézi Tricarico v Itálii pod ochranu papežství.
- 12. listopadu – Španělská královna Urraca Kastilská formálně uznala svého osmiletého nemanželského syna Fernanda Péreze de Laru, který vzešel z jejího mileneckého poměru s hrabětem Pedrem Gonzálezem de Larou.
- 14. prosince – V Sankt Veit an der Glan se Engelbert II. z dynastie Sponheim stal novým korutanským vévodou a veronským markrabětem. Stalo se tak po smrti jeho bratra Jindřicha IV.

### Neznámé datum
- Král Štěpán III. z Blois založil v Anglii opatství Furness.
- Diego Gelmirez, arcibiskup ze Santiaga de Compostela, vyhlásil křížovou výpravu v Andalusii proti Almoravidům.
- Sigurd I. provedl křížovou výpravu za účelem christianizace švédské provincie Småland. Uzavřel smlouvu s dánským králem Nielsem.

## Narození
- Robert I. z Dreux, hrabě z Dreux z královské dynastie Kapetovců († 11. října 1188)
- Kristián I. Oldenburský, oldenburský hrabě († 1167)

## Úmrtí
- 19. února – Irena Dukaina, žena byzantského císaře Alexia I. Komnena (* 1066)
- 3. května – Felicia z Roucy, aragonská a navarrská královna (* asi 1060)
- 8. července – Dluhomil, český předák a možný předek Bavorů ze Strakonic (* ?)
- 29. srpna – Øystein Magnusson, norský král (* asi 1088)
- 14. prosince –  Jindřich IV. Korutanský, vévoda korutanský a markrabě veronský (* 1065/70)
- neznámé datum
  - Milaräpa, tibetský buddhistický jogín a básník (* 1040)

## Hlavy států

### Evropa

#### Střední Evropa
- České knížectví – Vladislav I. (1120–1125)
- Svatá říše římská – Jindřich V. Sálský (1106–1125)
- Papežský stát – Kalixtus II. (1119–1124)
- Francouzské království – Ludvík VI. Francouzský (1108–1137)
- Polské knížectví – Boleslav III. Křivoústý (1107–1138)
- Uherské království – Štěpán II. Uherský (1116–1131)
- Kyjevská Rus – Vladimír II. Monomach (1113–1125)

#### Balkán
- Byzantská říše – Jan II. Komnenos (1118–1143)
- Duklja – Grubeša (1118–1125)
- Srbská velká župa – Uroš I. (1112–1145)

#### Britské ostrovy
- Anglické království – Jindřich I. Anglický (1100–1135)
- Deheubarth – Gruffydd ap Rhys (1116–1137)
- Gwynedd – Gruffudd ap Cynan (1081–1137)
- Irsko – Tairrdelbach Ua Conchobair (1119–1156)
- Království Man a Ostrovů – Óláfr Guðrøðarson (1112/1115–1153)
- Leinster – Enna mac Donnchada meic Murchada (1117–1126)
- Powys – Maredudd ap Bleddyn (1116–1132)
- Síol Anmchadha – Diarmaid Ua Madadhan (1101–1135)
- Skotské království – Alexandr I. Skotský (1107–1124)

#### Severní Evropa
- Dánské království – Niels Dánský (1104–1134)
- Norské království – Øystein Magnusson (1103–1123) » Sigurd I. Jorsalfar (1103–1130)
- Švédské království – Inge II. Švédský (1110–1125)

### Afrika
- Almorávidé – Ali ibn Yusuf (1106–1142)
- Fátimovský chalífát – Al-Amir bi-ahkam Allah (1101–1130)
- Zirídovci – Yahya ibn Tamim (1108–1131)